# Danxia, Guangdong
Danxia är ett stadsdelsdistrikt i sydöstra Kina. Det ligger i Renhua härad i staden Shaoguan i provinsen Guangdong, omkring 220 kilometer norr om provinshuvudstaden Guangzhou. Antalet invånare är 59 344. Befolkningen består av 29 567 kvinnor och 29 777 män. Barn under 15 år utgör 16,0 %, vuxna 15-64 år 74 %, och äldre över 65 år 9,0 %.